# 神の子はつぶやく
『神の子はつぶやく』（かみのこはつぶやく）は、日本のテレビドラマ。俗に宗教2世と呼ばれる親の信じる宗教を強いられて育った人々を題材としたNHKスペシャル「シリーズ“宗教2世”」の第2回であり、2023年（令和5年）11月3日にNHK総合テレビジョンで放送された。宗教2世の当事者や家族の実体験をもとにして、新興宗教に没頭する母に育てられた主人公たち姉妹の、宗教と人生を巡る葛藤を描いたドラマである。

## あらすじ
主人公の遥は、ある宗教団体を熱心に信仰する母のもとに育った高校生である。教団の教えに反するとして、テレビや漫画や音楽など、周囲の少年少女が楽しんでいるような娯楽の一切を禁じられ、日曜日にはその宗教の集会に必ず参加する。学校では部活にも参加せず、級友たちからも煙たがられている。修学旅行すら行かず、担任が修学旅行への参加を打診しても、母の愛子がかたくなに拒む。
父の信二は、休日に水族館へ行くことを提案する。一家は水族館で楽しいひとときを過ごし、ようやく家族らしさが戻る。しかしそれも束の間、信二が過労で倒れる。母の愛子が教団の集会に行っている間に、信二は急死する。遥は、父よりも教団を優先させる母に怒りをぶつけて、家を飛び出す。妹の祈は、孤独になった母を支えるために、より熱心に宗教に取り組んでゆく。
遥は初めて体験する夜の歓楽街において、通りすがりの男・宮本の手引きで、キャバクラで働き始める。そして遥は思いがけず、宗教から離れたこと、家族を置き去りにしたことでの罪悪感を噴出させる。
それから数年後。遥は妹の祈と再会し、家を出てもなお信仰心が消えないことを吐露する。姉妹は互いの想いを重ね合わせて、母のもとへと向かう。

## キャスト
木下 遥
演 - 河合優実（幼少期：金井晶）
主人公。高校生。幼少期に母が宗教団体に入信し、自身も母の信じる神を信じて育つ。
木下 愛子
演 - 田中麗奈
遥の母。ある宗教団体の熱心な信者。
木下 祈
演 - 根本真陽。
遥の妹。生れた時から宗教2世として育つ。
木下 信二
演 - 森山未來
遥の父、愛子の夫。木村家で唯一、一同の入信した宗教の信者でない。
小宮 義也
演 - 杉田雷麟（幼少期：三田一颯）
遥の幼馴染みで、学校でも同級生。教団の説教師の息子だが、自身は普通の学生生活を楽しんでいる。
稲岡
演 - 岩男海史
遥と義也の担任教員。
宮本
演 - 吹越満
遊び人。家を飛び出した遥を導く。
小宮 誠
演 - 萩原聖人
愛子が入信した宗教団体の説教師。
クラブママ
演 - 和田光沙
家を出た遥が身を寄せるキャバクラのママ。
神岡 尊
演 - 渋川清彦
緊縛師。家を出た遥の罪悪感を受け止める。
小宮 直子
演 - 酒井若菜
愛子の幼馴染み。愛子は彼女との久しぶりの再会が、宗教に没頭するきっかけとなる。
美月
演 - 工藤遥
ホステス。
山野
演 - 尾上寛之
愛子の上司。
シンリ
演 - 竹内榛

SMモデル
演 - 日泉舞香

SMバー店員
演 - 武智健二

## スタッフ
- 脚本：川恵実、野田慈伸、柴田岳志[4]
- 音楽：清水靖晃[4]
- 制作統括：田中健二（NHKエンタープライズ）、梅内庸平（NHK）[4]
- プロデューサー：家冨未央（NHKエンタープライズ）、大越大士[4]
- 編集：岡崎正亮[4]
- 演出：柴田岳志[4]
- 制作：NHKエンタープライズ[4]
- 制作・著作：NHK[4]

## 製作
俗に宗教2世と呼ばれる、親の信じる宗教を強いられて育った人々を題材としたNHKスペシャル「シリーズ“宗教2世”」の一つとして製作された。第1回は社会問題や人権問題が指摘されてきた複数の宗教2世たちを取材したドキュメンタリーであり、宗教2世を題材として制作されたドラマが本作である。宗教2世にあたる人物と、その家族に話を聞くことによって、当事者の実体験に基づいて製作された。
演出の柴田岳志が宗教2世たちを取材したところによれば、貧困や格差といった問題を抱えた家庭では、育児や介護は女性（母）の役割であり、夫が多忙なために相談相手もおらず、心の支えが見つからないときに、新興宗教が心の支えになってゆくと考えられた。また、親が子供に自分の価値観を押しつけることは宗教以外でも起こりうることであり、親子の葛藤という意味では普遍的な話であり、宗教2世のような特殊な家庭、特殊な人々の話ではなくて、誰にでも起こりうる話だと考えられたことが、このドラマの製作に繋がった。
登場人物がどのような人生を歩み、家族を含めた様々な人と言葉を交わしてどんな感情が芽生えていったのかを少しずつ積み重ねるために、撮影は可能な限り、物語の時系列に合わせて行われた。こうした時系列順の撮影を通じて、どんな感情がそこに芽生えるかを一つずつ確認しながら、普段以上に繊細な製作が行われた。

## 作品の評価
著述家の吉田潮は、演出の柴田岳志の狙いと同様に、このドラマで語られている問題は宗教に限定したものではないと捉え、問題提起に幅と奥行きをもたらした展開と語っており、主人公の幼馴染みが同じ宗教2世にもかかわらず学校生活を普通に楽むという温度差の現実感、家庭内のトラブルに学校や警察が介入しにくいという現実の描写、主人公が家を出た後に、母の言いなりとなって育ったがために、周囲に流されるがままに夜の街で生きていくという宗教2世の苦しみの描写、宗教2世としての女性の苦悩と罪悪感を繊細に表現した主演の河合優実の演技力などを評価している。
それらに加えて吉田は、宗教の世界で汚れないままに生きていた主人公が、家を出た後に救いを求めた場所が夜の繁華街ということにも着目しており、清らかに崇められる宗教も、欲望に満ちた街も、共に人間の営みであり、平等で対等であることの表現だとして、繁華街のキャバクラや緊縛師といった人々を演じる役者陣にも説得力があるとしている。
放送・配信分野の優れた番組や個人を表彰する第50回放送文化基金賞（2024年6月発表）では、宗教2世の問題は現代の日本が向かい合わなければならない問題だとして、その問題を子供の視点から描くと共に、家族の愛情を描写している点、加えて主人公が家を出てからの苦悩と葛藤を普遍的な問題として丁寧に描写した点などが評価されて、ドラマ部門の最優秀賞に選ばれた。主演の河合優実も、宗教2世としての生活と、信仰の呪縛から逃れられない葛藤を演じた演技力を評価されて、同賞の演技賞に選ばれた。